# Albyfield
Albyfield – wieś w Anglii, w Kumbrii. Leży 16 km na wschód od miasta Carlisle i 410 km na północny zachód od Londynu.